# Zulumyia expansa
Zulumyia expansa är en tvåvingeart som beskrevs av James 1957. Zulumyia expansa ingår i släktet Zulumyia och familjen vapenflugor. Inga underarter finns listade i Catalogue of Life.